# Coppa Europa di bob 2021
La Coppa Europa di bob 2021, ufficialmente denominata IBSF Bobsleigh Europe Cup 2020/21, è stata l'edizione 2020-2021 del circuito continentale europeo del bob, manifestazione organizzata annualmente dalla Federazione Internazionale di Bob e Skeleton; è iniziata il 5 dicembre 2020 a Winterberg in Germania e si è conclusa il 20 febbraio 2021 a Schönau am Königssee, sempre in Germania.
Sono state disputate sedici gare: undici per gli uomini e cinque per le donne in cinque differenti località; si ebbe inoltre un numero diverso di competizioni a seconda della disciplina, essendo previste sei gare nel bob a due donne, otto nel bob a due uomini e soltanto quattro nel bob a quattro uomini. La tappa finale di Schönau am Königssee assegnò inoltre i titoli europei juniores 2021, tuttavia, a causa di problemi tecnici nell'impianto di refrigerazione del tracciato bavarese, le gare del bob a due femminile e del bob a quattro maschili vennero cancellate e pertanto i relativi titoli europei di categoria non vennero assegnati.
Vincitori dei trofei, conferiti ai piloti classificatisi per primi nel circuito, sono stati la tedesca Lisa Buckwitz nel bob a due femminile, lo svizzero Michael Kuonen nel bob a due maschile e il russo Aleksandr Bredichin nel bob a quattro maschile; lo stesso Kuonen si è inoltre aggiudicato il trofeo della combinata maschile.

## Calendario
| Località             | Data                | Donne     | Uomini    | Uomini        |
| Località             | Data                | Bob a due | Bob a due | Bob a quattro |
| -------------------- | ------------------- | --------- | --------- | ------------- |
| Winterberg           | 5–6 dicembre 2020   | ●         | ●●        |               |
| Sigulda              | 19–20 dicembre 2020 | ●●        | ●●        |               |
| Altenberg            | 7–9 gennaio 2021    | ●         | ●●        | ●             |
| Innsbruck            | 13–15 gennaio 2021  | ●         | ●         | ●●            |
| Schönau am Königssee | 20–21 febbraio 2021 | ●         | ●         | ●             |
| Totale               | Totale              | 6         | 8         | 4             |

|  | Tappa valida anche per il campionato europeo juniores |

## Risultati

### Donne
| Data             | Località             | Specialità | Prime classificate                             | Seconde classificate                          | Terze classificate                                |
| ---------------- | -------------------- | ---------- | ---------------------------------------------- | --------------------------------------------- | ------------------------------------------------- |
| 6 dicembre 2020  | Winterberg           | A due      | Stephanie Schneider Tamara Seer Germania       | Katrin Beierl Jennifer Onasanya Austria       | Andreea Grecu Katharina Wick Romania              |
| 19 dicembre 2020 | Sigulda              | A due      | Alena Osipenko Aleksandra Tarasova Russia      | Anastasija Dudkina Anastasija Kuryševa Russia | Viktória Čerňanská Patrícia Horváthová Slovacchia |
| 20 dicembre 2020 | Sigulda              | A due      | Alena Osipenko Aleksandra Tarasova Russia      | Anastasija Dudkina Evgenija Moskvina Russia   | Lidija Hun'ko Iryna Liščyns'ka Ucraina            |
| 8 gennaio 2021   | Altenberg            | A due      | Stephanie Schneider Claudia Schüssler Germania | Lisa Buckwitz Cynthia Kwofie Germania         | Alysia Rissling Erica Voss Canada                 |
| 15 gennaio 2021  | Innsbruck            | A due      | Lisa Buckwitz Cynthia Kwofie Germania          | Anne Lobenstein Claudia Schüssler Germania    | Anastasija Dudkina Anastasija Kuryševa Russia     |
| 21 febbraio 2021 | Schönau am Königssee | A due      | Gara cancellata                                | Gara cancellata                               | Gara cancellata                                   |

### Uomini
| Data             | Località             | Specialità | Primi classificati                                                                 | Secondi classificati                                                          | Terzi classificati |
| ---------------- | -------------------- | ---------- | ---------------------------------------------------------------------------------- | ----------------------------------------------------------------------------- | --- |
| 5 dicembre 2020  | Winterberg           | A due      | Hans Peter Hannighofer Christian Röder Germania                                    | Michael Kuonen Marco Tanner Svizzera                                          | Rostislav Gajtjukevič Roman Košelev Russia |
| 6 dicembre 2020  | Winterberg           | A due      | Hans Peter Hannighofer Marcel Kornhardt Germania                                   | Rostislav Gajtjukevič Roman Košelev Russia                                    | Dāvis Kaufmanis Arnis Bebrišs Lettonia |
| 19 dicembre 2020 | Sigulda              | A due      | Dāvis Kaufmanis Krists Lindenblats Lettonia                                        | Michael Kuonen Marco Dörig Svizzera                                           | Maksim Andrianov Kirill Antjuch Maksim Belugin Russia                                                                                           |
| 20 dicembre 2020 | Sigulda              | A due      | Maksim Andrianov Maksim Belugin Russia                                             | Michael Kuonen Pascal Moser Svizzera                                          | Dāvis Kaufmanis Ivo Dans Kleinbergs Lettonia |
| 7 gennaio 2021   | Altenberg            | A due      | Hans Peter Hannighofer Christian Röder Germania                                    | Jonas Jannusch Christian Ebert Germania                                       | Christopher Spring Mark Mlakar Canada |
| 8 gennaio 2021   | Altenberg            | A due      | Hans Peter Hannighofer Marcel Kornhardt Germania                                   | Christopher Spring Mike Evelyn Canada                                         | Markus Treichl Gregor Glaboniat Austria |
| 9 gennaio 2021   | Altenberg            | A quattro  | Christopher Spring Mark Mlakar Mike Evelyn Shaq Murray-Lawrence Canada             | Maximilian Illmann Hannes Schenk Felix Dahms Max Pietza Germania              | Hans Peter Hannighofer Christian Röder Tim Gessenhardt Paul Hensel Germania e Jonas Jannusch Christian Ebert Max Neumann Bastian Heber Germania |
| 13 gennaio 2021  | Innsbruck            | A due      | Michael Kuonen Marco Tanner Svizzera                                               | Philipp Zielasko Benedikt Hertel Germania                                     | Dāvis Kaufmanis Ivo Dans Kleinbergs Lettonia |
| 14 gennaio 2021  | Innsbruck            | A quattro  | Philipp Zielasko Benedikt Hertel Erec Maximilian Bruckert Joshua Kossmann Germania | Jonas Jannusch Christian Ebert Max Neumann Bastian Heber Germania             | Maximilian Illmann Hannes Schenk Felix Dahms Rupert Schenk Germania                                                                             |
| 15 gennaio 2021  | Innsbruck            | A quattro  | Philipp Zielasko Benedikt Hertel Erec Maximilian Bruckert Joshua Kossmann Germania | Aleksandr Bredichin Georgij Kuzmenko Vladislav Žarovcev Nikolaj Kozlov Russia | Dāvis Kaufmanis Reinis Nungurs Regnārs Kirejevs Ivo Dans Kleinbergs Lettonia                                                                    |
| 20 febbraio 2021 | Schönau am Königssee | A due      | Mihai Cristian Tentea Ciprian Nicolae Daroczi Romania                              | Maximilian Illmann Felix Dahms Germania                                       | Michael Kuonen Pascal Moser Svizzera |
| 21 febbraio 2021 | Schönau am Königssee | A quattro  | Gara cancellata                                                                    | Gara cancellata                                                               | Gara cancellata |

## Classifiche

### Bob a due donne
| Pos. | Nome pilota         | Nazione       | WIN | SIG-1 | SIG-2 | ALT | INN | KÖN | Punti |
| ---- | ------------------- | ------------- | --- | ----- | ----- | --- | --- | --- | ----- |
| 1    | Lisa Buckwitz       | Germania      | 10  | NC    | NC    | 2   | 1   | C   | 302   |
| 2    | Anastasija Dudkina  | Russia        | 13  | NC    | NC    | 8   | 3   | C   | 242   |
| 3    | Stephanie Schneider | Germania      | 1   | NC    | NC    | 1   | -   | C   | 240   |
| 4    | Anne Lobenstein     | Germania      | 7   | NC    | NC    | -   | 2   | C   | 194   |
| 5    | Melissa Lotholz     | Canada        | -   | NC    | NC    | 5   | 4   | C   | 188   |
| 6    | Cynthia Appiah      | Canada        | -   | NC    | NC    | 4   | 5   | C   | 188   |
| 7    | Bianca Ribi         | Canada        | -   | NC    | NC    | 6   | 7   | C   | 172   |
| 8    | Alena Osipenko      | Russia        | 12  | NC    | NC    | -   | 6   | C   | 152   |
| 9    | Linda Züblin        | Svizzera      | -   | NC    | NC    | 7   | 12  | C   | 148   |
| 10   | Felicity Bee        | Gran Bretagna | 16  | NC    | NC    | -   | 8   | C   | 128   |

### Bob a due uomini
| Pos. | Nome pilota            | Nazione   | WIN-1 | WIN-2 | SIG-1 | SIG-2 | ALT-1 | ALT-2 | INN | KÖN | Punti |
| ---- | ---------------------- | --------- | ----- | ----- | ----- | ----- | ----- | ----- | --- | --- | ----- |
| 1    | Michael Kuonen         | Svizzera  | 2     | 8     | 2     | 2     | 7     | 4     | 1   | 3   | 812   |
| 2    | Dāvis Kaufmanis        | Lettonia  | 7     | 3     | 1     | 3     | 8     | 17    | 3   | -   | 634   |
| 3    | Hans Peter Hannighofer | Germania  | 1     | 1     | -     | -     | 1     | 1     | -   | 4   | 576   |
| 4    | Maksim Andrianov       | Russia    | 19    | 18    | 3     | 1     | 5     | 5     | 6   | -   | 571   |
| 5    | Maximilian Illmann     | Germania  | 4     | 4     | -     | -     | 4     | 8     | 5   | 2   | 570   |
| 6    | Jonas Jannusch         | Germania  | 12    | 5     | -     | -     | 2     | 6     | 8   | 5   | 526   |
| 7    | Adam Dobeš             | Rep. Ceca | 17    | 19    | 8     | 9     | 11    | 12    | 9   | 14  | 501   |
| 8    | Georgij Kuzmenko       | Russia    | 18    | 16    | 9     | 5     | 12    | 10    | 7   | -   | 476   |
| 9    | Yann Moulinier         | Svizzera  | 16    | 17    | 10    | 10    | 10    | 9     | 10  | -   | 456   |
| 10   | Aleksandr Bredichin    | Russia    | -     | -     | 7     | 6     | 13    | 11    | 14  | 9   | 432   |

### Bob a quattro uomini
| Pos. | Nome pilota         | Nazione   | ALT | INN-1 | INN-2 | KÖN | Punti |
| ---- | ------------------- | --------- | --- | ----- | ----- | --- | ----- |
| 1    | Aleksandr Bredichin | Russia    | 8   | 5     | 2     | C   | 282   |
| 2    | Maximilian Illmann  | Germania  | 2   | 3     | 14    | C   | 268   |
| 3    | Maksim Andrianov    | Russia    | 5   | 8     | 5     | C   | 264   |
| 4    | Philipp Zielasko    | Germania  | -   | 1     | 1     | C   | 240   |
| 5    | Yann Moulinier      | Svizzera  | 9   | 9     | 10    | C   | 224   |
| 6    | Vjačeslav Popov     | Russia    | 10  | 12    | 8     | C   | 216   |
| 7    | Jonas Jannusch      | Germania  | 3   | 2     | DSQ   | C   | 212   |
| 8    | Adam Dobeš          | Rep. Ceca | 11  | 11    | 9     | C   | 212   |
| 9    | Dāvis Kaufmanis     | Lettonia  | DNS | 4     | 3     | C   | 198   |
| 10   | Michael Kuonen      | Svizzera  | -   | 6     | 4     | C   | 184   |

### Combinata uomini
| Pos. | Nome pilota            | Nazione   | Punti |
| ---- | ---------------------- | --------- | ----- |
| 1    | Michael Kuonen         | Svizzera  | 996   |
| 2    | Maximilian Illmann     | Germania  | 838   |
| 3    | Maksim Andrianov       | Russia    | 835   |
| 4    | Dāvis Kaufmanis        | Lettonia  | 832   |
| 5    | Jonas Jannusch         | Germania  | 738   |
| 6    | Aleksandr Bredichin    | Russia    | 714   |
| 7    | Adam Dobeš             | Rep. Ceca | 713   |
| 8    | Yann Moulinier         | Svizzera  | 680   |
| 9    | Hans Peter Hannighofer | Germania  | 678   |
| 10   | Vjačeslav Popov        | Russia    | 546   |